# Schronisko w Amfiteatrze
Schronisko w Amfiteatrze – jaskinia typu schronisko na Sokolej Górze w miejscowości Olsztyn w województwie śląskim, w powiecie częstochowskim. Pod względem geograficznym znajduje się na Wyżynie Mirowsko-Olsztyńskiej będącej częścią Wyżyny Częstochowskiej.

## Opis obiektu
Schronisko znajduje się w skale Boniek, na której uprawiana jest wspinaczka skalna. Przez otwór schroniska prowadzi droga wspinaczkowa „Wejście smoka”. Zachodnie ograniczenie skały tworzy tzw. Amfiteatr. U jego północnej podstawy jest otwór schroniska o wysokości 4,1 m i szerokości 1,8 m. Schronisko jest dużą nyżą, która w głąb skały stopniowo wznosi się i zwęża. W części tylnej są dwie boczne wnęki i niewielka, zawieszona nad kominkiem komórka, w której spągu jest kilkanaście żył krystalicznego kalcytu.
Jaskinia powstała w wapieniach pochodzących z późnej jury. Jest w całości widna, sucha i zimą przemarzająca. Namulisko próchniczne, ubogie i występujące tylko w zagłębieniach dna. Ściany ze śladami korozji, ogładzone, ze skąpymi tylko polewami naciekowymi.

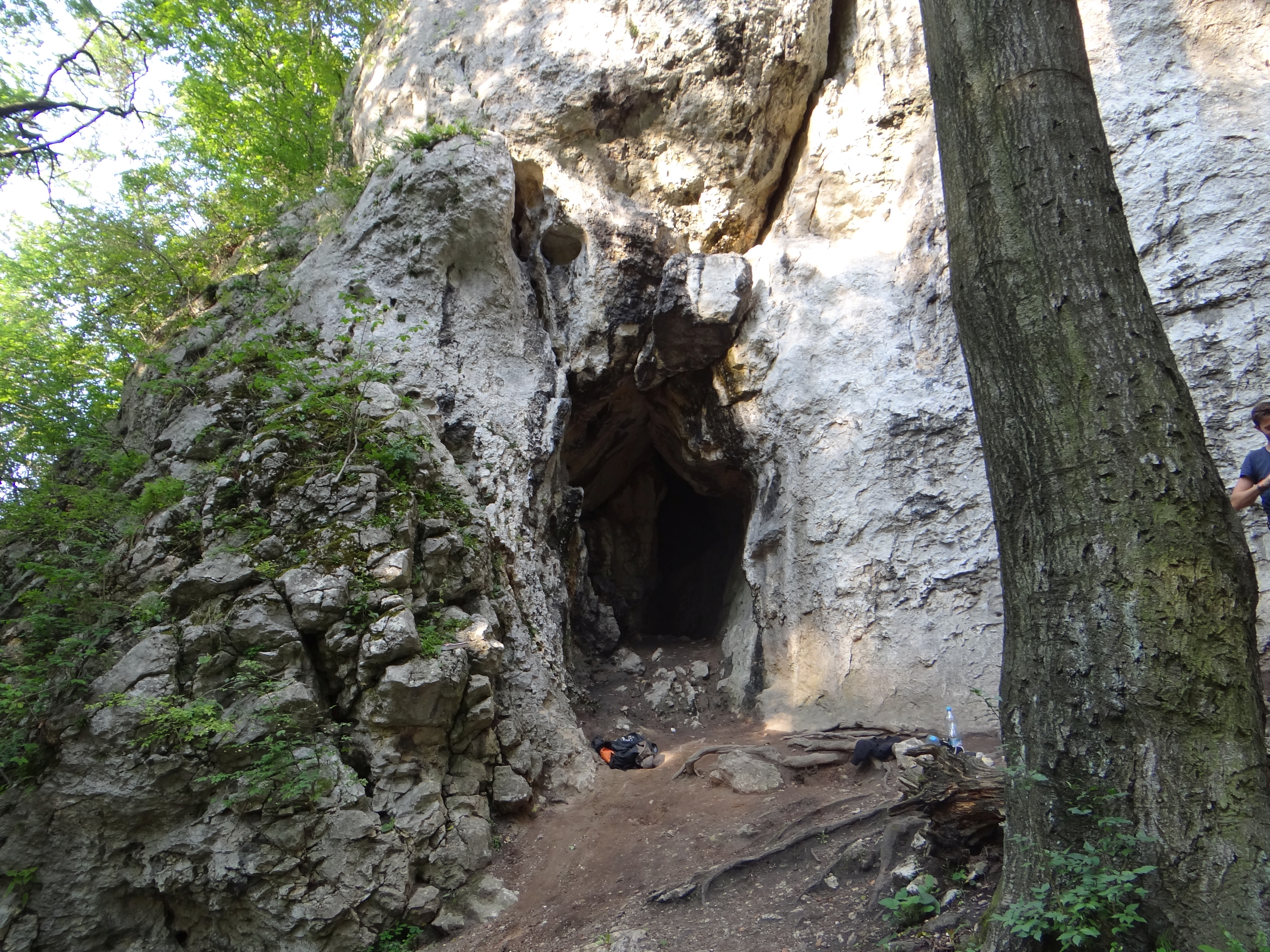
Amfiteatr i otwór schroniska
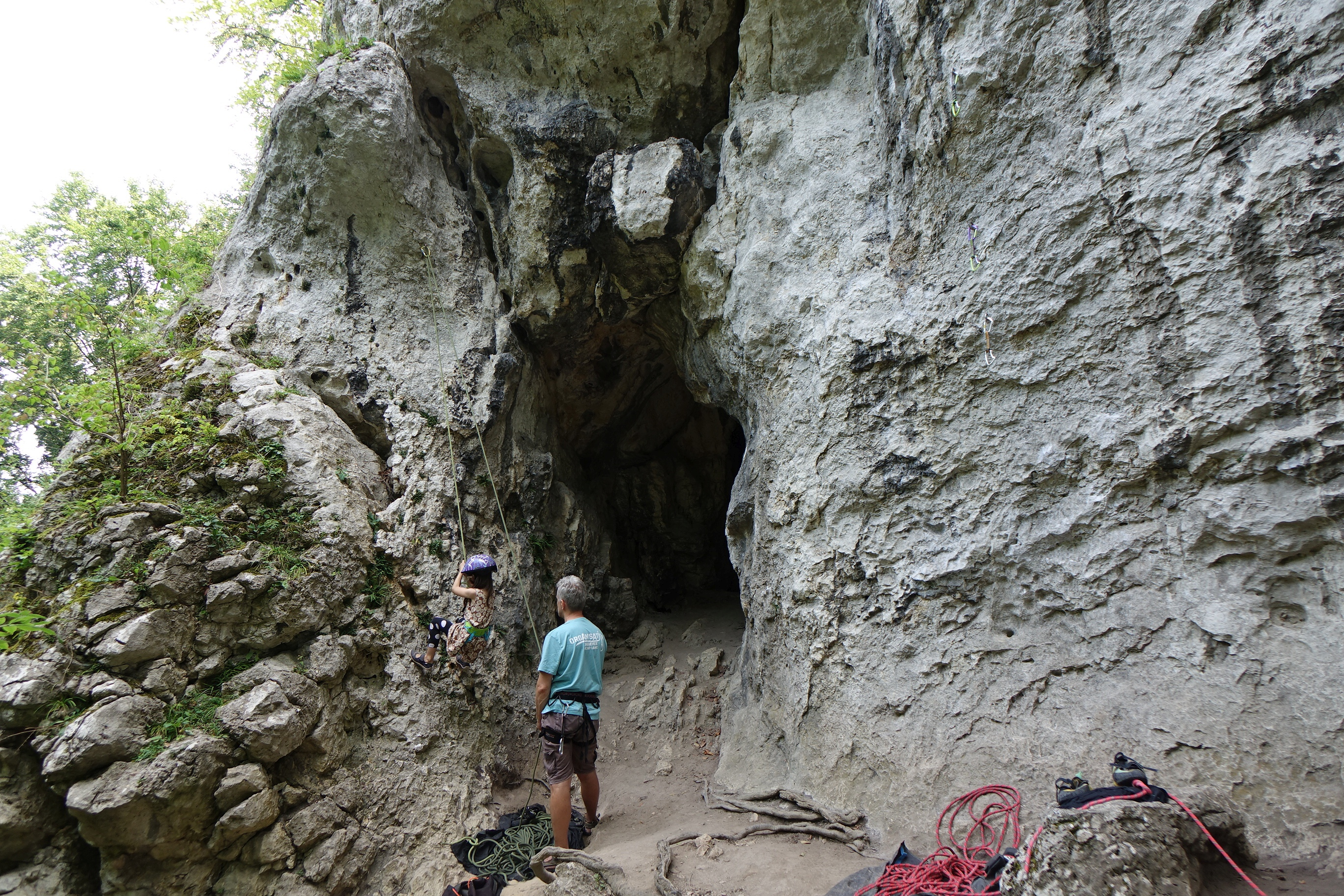
Otwór
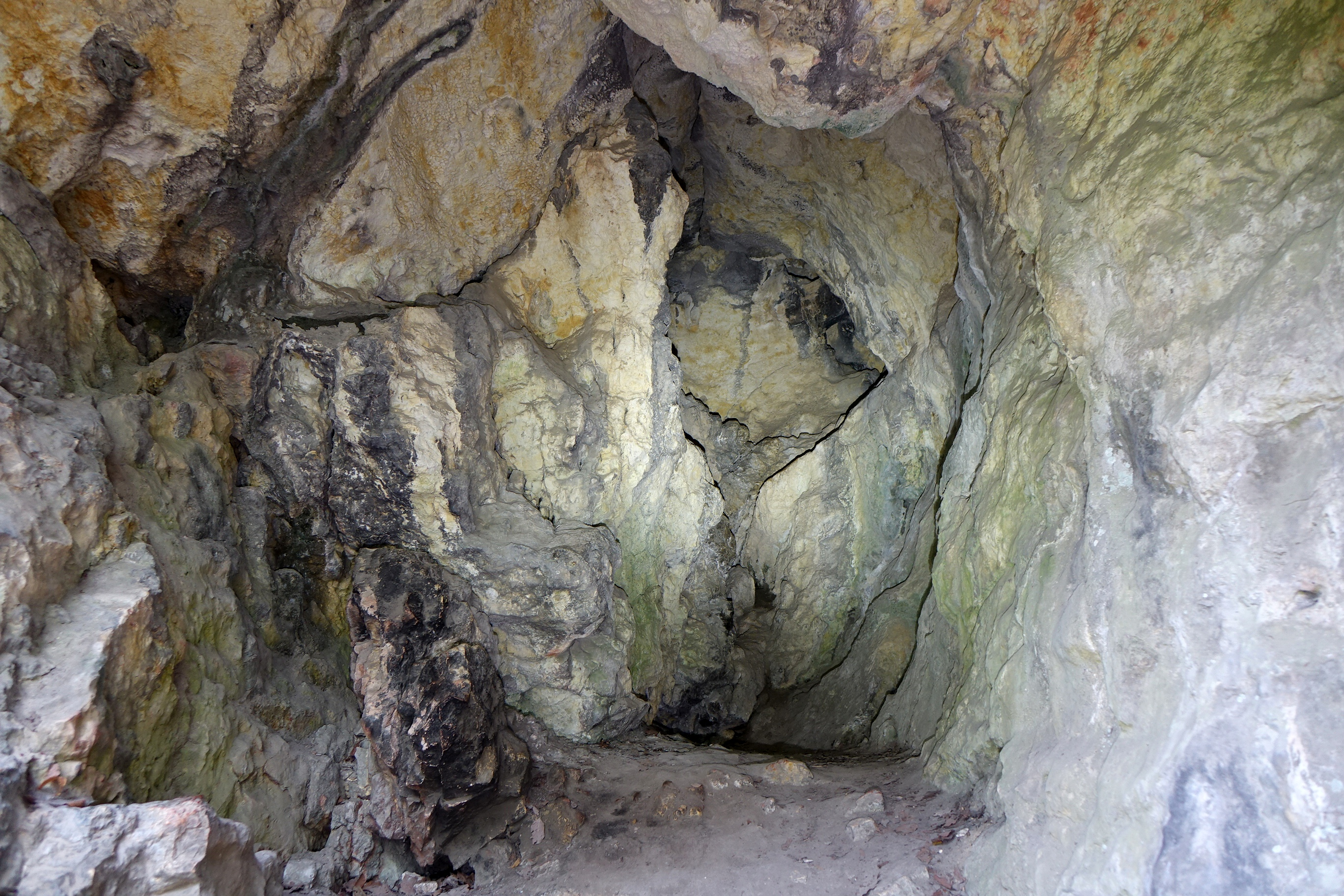
Nyża
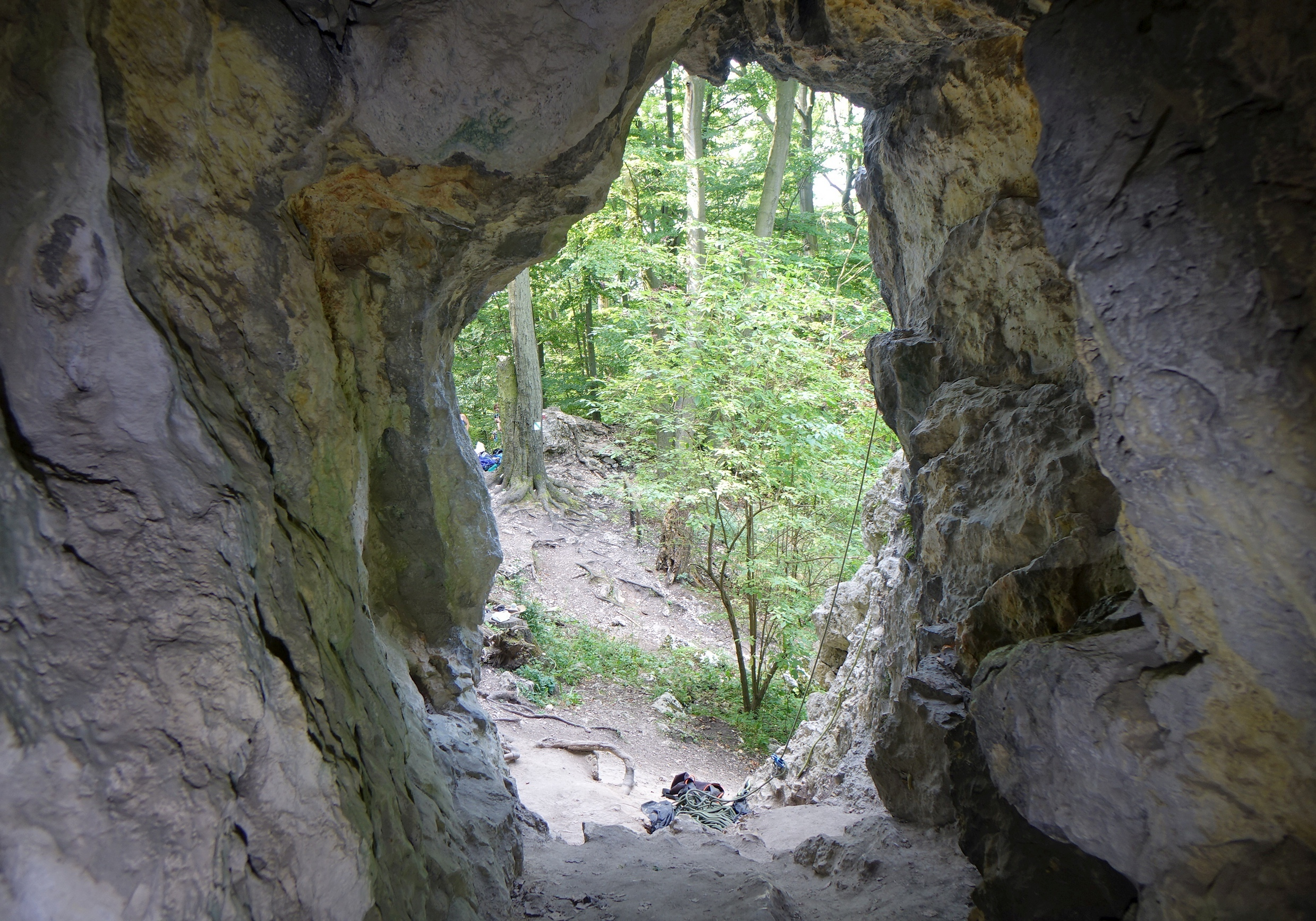
Widok z nyży

## Historia poznania
Schronisko znane było od dawna. Po raz pierwszy opisał je Kazimierz Kowalski w 1951 r. jako „Schronisko w Sokolich Górach VII”. Nazwę „Schronisko w Amfiteatrze” nadali mu M. Szelerewicz i A. Górny w 1986 r. Obecny plan i przekrój opracował Jerzy Zygmunt w 2000 r. Schronisko jest geostanowiskiem.